# Lijst van hotels in het Walt Disney World Resort
Deze pagina bevat een lijst met hotels in het Amerikaanse Walt Disney World Resort.

## Hotels in eigendom van Disney
| Naam                                                        | Gebied van het resort   | Opening          | Afbeelding     |
| Deluxe resorts                                              | Deluxe resorts          | Deluxe resorts   | Deluxe resorts |
| ----------------------------------------------------------- | ----------------------- | ---------------- | -------------- |
| Disney's Animal Kingdom Lodge                               | Disney's Animal Kingdom | 16 april 2001    |                |
| Disney's Beach Club Resort                                  | Epcot                   | 19 november 1990 |                |
| Disney's BoardWalk Inn                                      | Epcot                   | 1 juli 1996      |                |
| Disney's Contemporary Resort                                | Magic Kingdom           | 1 oktober 1971   |                |
| Disney's Grand Floridian Resort & Spa                       | Magic Kingdom           | 1 juli 1988      |                |
| Disney's Polynesian Village Resort                          | Magic Kingdom           | 1 oktober 1971   |                |
| Disney's Wilderness Lodge                                   | Magic Kingdom           | 28 mei 1994      |                |
| Disney's Yacht Club Resort                                  | Epcot                   | 5 november 1990  |                |
| Moderate resorts                                            |                         |                  |                |
| Disney's Caribbean Beach Resort                             | Epcot                   | 1 oktober 1988   |                |
| Disney's Coronado Springs Resort                            | Disney's Animal Kingdom | 1 augustus 1997  |                |
| Disney's Port Orleans Resort - French Quarter               | Disney Springs          | 17 mei 1991      |                |
| Disney's Port Orlean Resort - Riverside                     | Disney Springs          | 2 februari 1992  |                |
| Value resorts                                               |                         |                  |                |
| Disney's All-Star Movies Resort                             | Disney's Animal Kingdom | 15 januari 1999  |                |
| Disney's All-Star Music Resort                              | Disney's Animal Kingdom | 22 november 1994 |                |
| Disney's All-Star Sports Resort                             | Disney's Animal Kingdom | 24 april 1994    |                |
| Disney's Art of Animation Resort                            | Disney's Animal Kingdom | 31 mei 2012      |                |
| Disney's Pop Century Resort                                 | Disney's Animal Kingdom | 14 december 2003 |                |
| Disney Vacation Club resorts                                |                         |                  |                |
| Bay Lake Tower at Disney's Contemporary Resort              | Magic Kingdom           | 4 augustus 2009  |                |
| Disney's Animal Kingdom Villas                              | Disney's Animal Kingdom | 15 augustus 2007 |                |
| Disney's Beach Club Villas                                  | Epcot                   | 1 juli 2002      |                |
| Disney's BoardWalk Villas                                   | Epcot                   | 1 juli 1996      |                |
| Disney's Old Key West Resort                                | Disney Springs          | 20 december 1991 |                |
| Disney's Polynesian Villas & Bungalows                      | Magic Kingdom           | 1 april 2015     |                |
| Disney's Riviera Resort                                     | Epcot                   | 16 december 2019 |                |
| Disney's Saratoga Springs Resort & Spa                      | Disney Springs          | 17 mei 2004      |                |
| The Villas at Disney's Grand Floridian Resort & Spa         | Magic Kingdom           | 23 oktober 2013  |                |
| Boulder Ridge Villas at Disney's Wilderness Lodge           | Magic Kingdom           | 15 november 2000 |                |
| Copper Creek Villas and Cabins at Disney's Wilderness Lodge | Magic Kingdom           | 17 juli 2017     |                |
| Bungalows en campings                                       |                         |                  |                |
| Disney's Fort Wilderness Resort & Campground                | Magic Kingdom           | 19 november 1971 |                |

## Hotels niet in eigendom van Disney
| Naam                                                     | Gebied van het resort | Opening          | Afbeelding |
| -------------------------------------------------------- | --------------------- | ---------------- | ---------- |
| B Resort                                                 | Disney Springs        | 1 oktober 1972   |            |
| Best Western Lake Buena Vista Resort Hotel               | Disney Springs        | 21 november 1972 |            |
| Bonnet Creek Resort                                      | Epcot                 | juni 2004        |            |
| Buena Vista Palace Resort & Spa                          | Disney Springs        | 10 maart 1983    |            |
| Doubletree Guest Suite Resort                            | Disney Springs        | 15 maart 1987    |            |
| Four Seasons Orlando at Walt Disney World Resort         | Magic Kingdom         | 3 augustus 2014  |            |
| Hilton Walt Disney World                                 | Disney Springs        | 23 november 1983 |            |
| Holiday Inn in the Walt Disney World Resort              | Disney Springs        | 8 februari 1973  |            |
| Shades of Green                                          | Magic Kingdom         | 1 februari 1994  |            |
| Walt Disney World Dolphin (voorheen eigendom van Disney) | Epcot                 | 1 juni 1990      |            |
| Walt Disney World Swan (voorheen eigendom van Disney)    | Epcot                 | 13 januari 1990  |            |
| Wyndham Lake Buena Vista                                 | Disney Springs        | 15 oktober 1972  |            |